# Mikołaj Podoski (zm. ok. 1593)
Mikołaj Podoski  herbu Junosza (zm. ok. 1593 roku) – cześnik ciechanowski, starosta nurski w 1588 roku.
Poseł ziemi ciechanowskiej na sejm 1576/1577 roku. W czasie elekcji 1587 roku głosował na Zygmunta Wazę. Podpisał pacta conventa Zygmunta III Wazy w 1587 roku. Poseł województwa mazowieckiego na sejm koronacyjny 1587/1588 roku. Poseł ziemi nurskiej na sejm 1590/1591 roku. Poseł ziemi ciechanowskiej na sejm 1592 roku.